# Bogneča vas
Bogneča vas este o localitate din comuna Mokronog - Trebelno, Slovenia, cu o populație de 76 de locuitori.